# آذر (فیلم)
آذر فیلمی به کارگردانی محمد حمزه‌ای، نویسندگی احسان بیگلری و تهیه‌کنندگی نیکی کریمی محصول سال ۱۳۹۵ است. آذر دومین فیلمی است که نیکی کریمی در مقام تهیه‌کننده در آن حضور دارد. پیش از آن کریمی فیلم شیفت شب را هم علاوه بر کارگردانی تهیه کرده بود.

## بازیگران
| بازیگر           | نقش               |
| نیکی کریمی       | آذر               |
| حمیدرضا آذرنگ    | امیر              |
| هستی مهدوی فر    | شیرین             |
| مهران نائل       | مهران             |
| فرید سجادی حسینی | عمو               |
| هومن سیدی        | صابر              |
| لیلا زارع        | غزاله             |
| پژمان جمشیدی     | سفارش دهنده پیتزا |
| مائده طهماسبی    | پوران             |
| شیرین آقارضاکاشی | مادر امیر         |
| پریسا هاشم پور   | نغمه              |
| پیمان مقدمی      | کارگر کارگاه      |
| حسین ملکی        | سفارش دهنده پیتزا |
| مانیا علیجانی    | باران             |
| رضا خانلرزاده    | پیک موتوری        |

## خلاصه داستان
امیر (حمیدرضا آذرنگ) و آذر (نیکی کریمی) خانه پدری امیر را برای راه اندازی رستورانشان با شراکت پسرعموی امیر صابر (هومن سیدی) می‌فروشند. صابر برای شراکت با امیر از پدرش (فرید سجادی حسینی) پول می‌گیرد. همه چیز درست پیش می‌رود اما صابر پس از چند روز زیر همه چیز می‌زند و برای پول‌ها نقشه دیگری می‌کشد و درگیری او با امیر فاجعه بزرگی برای امیر و آذر می‌سازد…

## نمایش در جشنواره‌های جهانی
این فیلم به پخش‌کنندگی بنیاد سینمایی فارابی پیش از این در جشنواره جهانی فیلم ونکوور حضور یافته بود. همچنین در جشنواره فیلم‌های ایرانی در دالاس، «شید» برنده جوایز بهترین فیلم و بهترین بازیگر زن و در جشنواره فیلم‌های ایرانی در تورنتو، «سینه ایران» برنده جایزه بهترین بازیگر زن شده است. این فیلم در جشنواره فیلم دبی نیز اکران شد.

## حواشی فیلم
یکی از حواشی فیلم، مخالفت صدا و سیما با پخش تبلیغات فیلم بود که پس از آن، نیکی کریمی در یادداشتی کتبی اعتراض خود را اعلام کرد. در بخشی از این یادداشت آمده است: 
بعد از سال‌ها فعالیت هنری که بخشی از آن حضور در تلویزیون و بازی در آن به احترام مخاطبانش بود، رسانه ملی که باید چون پدر به همه نگاه یکسان داشته باشد با نگاه غیرخودی و غیرهمه گیر به ما می‌نگرد. به نظر می‌رسد فیلم‌های تجاری چون بی خطر و ملی تر هستند مشمول حمایت بیشتری می‌شوند و گویی امروز از سینمای ایران همین طلب می‌شود! فیلم «آذر» دربارهٔ موضوع ساده‌ای حرف می‌زند که برای بعضی‌ها شنیدن آن سخت است. وقتی می‌بینم که سیستم پخش فیلم، فقط ۱۵ سینما در اختیار «آذر» می‌گذارد و این در حالی است که فیلم‌های تجاری تا ۷۰ سینما در اختیار دارند و صدا و سیما هم بعد از کلی خرده فرمایش، تیزر فیلم را رد می‌کند، تازه متوجه می‌شویم ماجرا چیست. شاید این است که سینمای مردانه و صدا و سیمای مردانه، از شما می‌خواهند که زن همان نقش سنتی و نهایتاً کمدی را به عهده بگیرد تا به او اجازه دیده شدن بدهند. من ۲۷ سال وارد این بازی نشدم، نه در بازیگری‌ام، نه در کارگردانی‌ام و نه تهیه‌کنندگی‌ام. من یک زن مستقل ایرانی هستم و به زن مستقل ایرانی فکر می‌کنم و برایش ارزش قائل هستم.»
از دیگر حواشی فیلم حضور بهناز شفیعی به عنوان مربی آموزشی موتور سواری نیکی کریمی و بدلکار او بود. عدم پرداخت دستمزد وی و ذکر نشدن نام شفیعی به عنوان بدلکار فیلم، موضوعی بود که رسانه‌ای شد. شفیعی مدعی شد که نیکی کریمی دستمزدش را نداده و او را در اینستاگرام بلاک کرده است. او همچنین گفت که کریمی از او خواسته بودکه به کسی نگوید که بدلکاری در این فیلم را انجام داده تا همه فکر کنند کریمی خودش موتورسواری کرده است. جانشین تهیه‌کننده «آذر» در واکنش صحبت‌های شفیعی در مورد عدم پرداخت دستمزد، اعلام کرد که او تمام پولش را بدون تأخیر دریافت کرده و مدارک آن هم موجود است.